# Himeyuri Gakutotai
Das Himeyuri Gakutotai (jap. ひめゆり学徒隊, dt. „Himeyuri-Schülerinnentrupp“, engl. Himeyuri Student Corps oder Lily Corps) waren 222 Oberschülerinnen zwischen 15 und 19 Jahren aus Okinawa, die ähnlich den nur aus Jungen bestehenden Tekketsu Kinnōtai genannten Schülerhilfstruppen, rekrutiert wurden. Zusammen mit 18 Lehrkräften dienten sie in der Schlacht um Okinawa (von April bis Juni 1945) als Krankenschwestern für verwundete Soldaten. Der größte Teil der Schülerinnen verlor auf tragische Weise im Verlaufe dieser, auch Operation Iceberg genannten Kämpfe ihr Leben. Insgesamt starben ca. 200.000 Menschen auf Okinawa, davon 120.000 Zivilpersonen, 13.000 amerikanische und ca. 66.000 japanische Soldaten.

## Geschichte

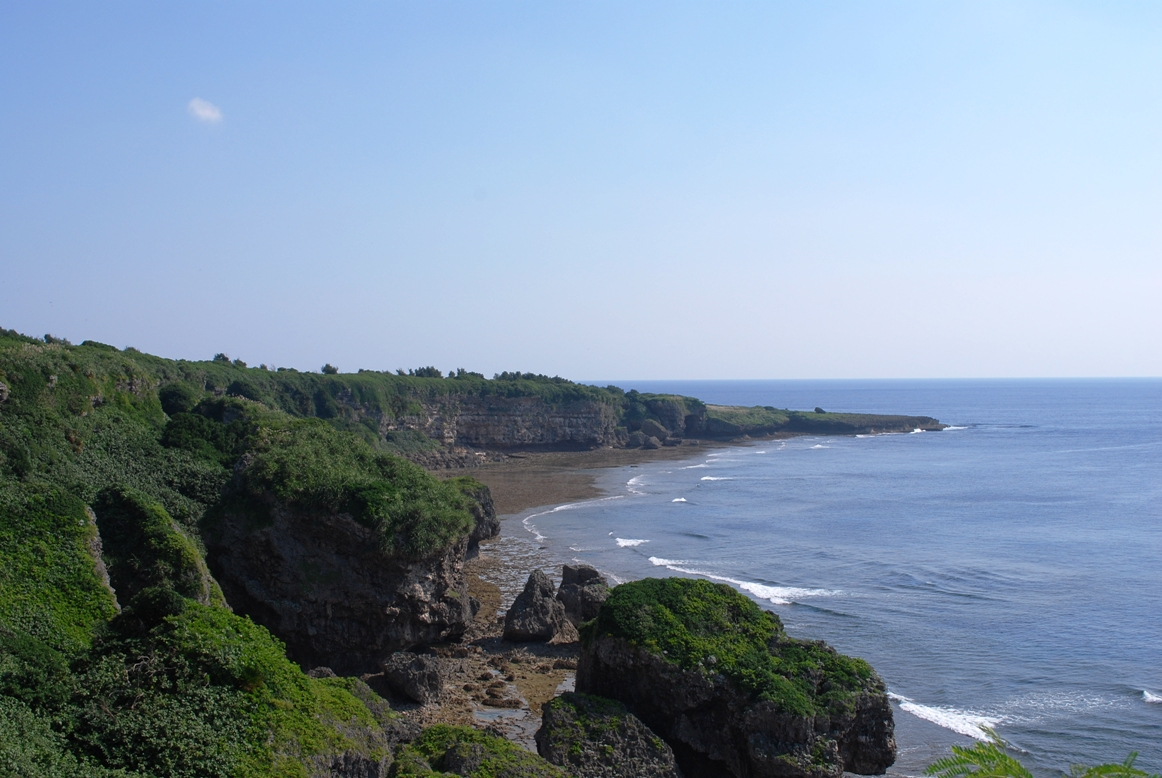
Arazaki-Küste auf Okinawa

Die private Mädchen-Oberschule von Okinawa (私立沖縄高等女子校) wurde im Jahr 1900 eingerichtet und drei Jahre später in eine staatliche Mädchen-Oberschule der Präfektur Okinawa (沖縄県立高等女子校) umgewandelt. 1907 erschien zum ersten Mal die Schülerzeitschrift Otohime (乙姫, nach der mythologischen Prinzessin Otohime). Ende 1916 wird die allgemeinbildende Volksschule neben die Mädchen-Oberschule verlegt. Die allgemeinbildende Schule besaß eine Informationsbroschüre mit dem Namen Shirayuri (白百合, „weiße Lilie“).
Auf ihrem Schulweg mussten die Schüler eine provisorische Brücke über den Asato-Fluss (安里川) überqueren. Hierbei kam es immer wieder zu bedauerlichen Todesfällen unter den Schülern. Zu Beginn der Shōwa-Zeit (um 1926) wurde die Brücke erneuert. Sie erhielt daraufhin den Namen Himeyuri-Brücke (姫百合橋, Himeyuri-hashi), der sich aus den beiden Namen für die Schulzeitschriften, Otohime und Shirayuri zusammensetzte.
1927 erschien zudem die erste Ausgabe der neuen Schülerzeitung Himeyuri (姫百合). Um 1940 hatte sich bei den Schülern wie den Lehrern der Name Himeyuri-Schule für beide Schulen etabliert. Aus diesen beiden Schulen wurden am 23. März 1945 insgesamt 222 Schülerinnen und 18 Lehrer mobilisiert und im Himeyuri Gakutotai zusammengefasst. Sie mussten im Lazarett Haebaru, das in 50–60 Höhlen eingerichtet war, Verwundete versorgen, bei der Amputation von Gliedmaßen assistieren, infizierte Wunden reinigen und Tote aus den Höhlen zur Kremation bringen.
Als sich die amerikanischen Invasionstruppen näherten, wurde im Mai 1945 das Lazarett nach Süden verlegt. Anlässlich dieser Verlegung wurde ca. 2.000 – 3.000 verwundeten japanischen Soldaten von den Ärzten mit Cyanid versetzte Milch verabreicht.
Am 17. Juni 1945 erhielt der neue Lazarettstandort einen Artillerie-Volltreffer, bei dem viele der Himeyuri-Schülerinnen ihr Leben verloren. Einen Tag später wurden die Schülerinnen aus dem Dienst ent- und sich selbst überlassen. Etwa 80 % der getöteten 136 Schülerinnen und Lehrer verloren in den kommenden Tagen außerhalb der schützenden Höhlen ihr Leben. Eine kleine Gruppe mit 10 Personen, 9 Schülerinnen und 1 Lehrer floh nach Süden zur Arazaki-Küste. Nach einer Woche wurde die Gruppe von amerikanischen Soldaten gefangen genommen. Entgegen der Anweisung der Armee, sich im Fall einer drohenden Gefangennahme durch Handgranaten oder durch Hinabstürzen von den Klippen selbst zu töten, überredete der Lehrer Seizen Nakasone die neun Schülerinnen sich gemeinsam in die Gefangenschaft zu begeben.

## Himeyuri-Mahnmal

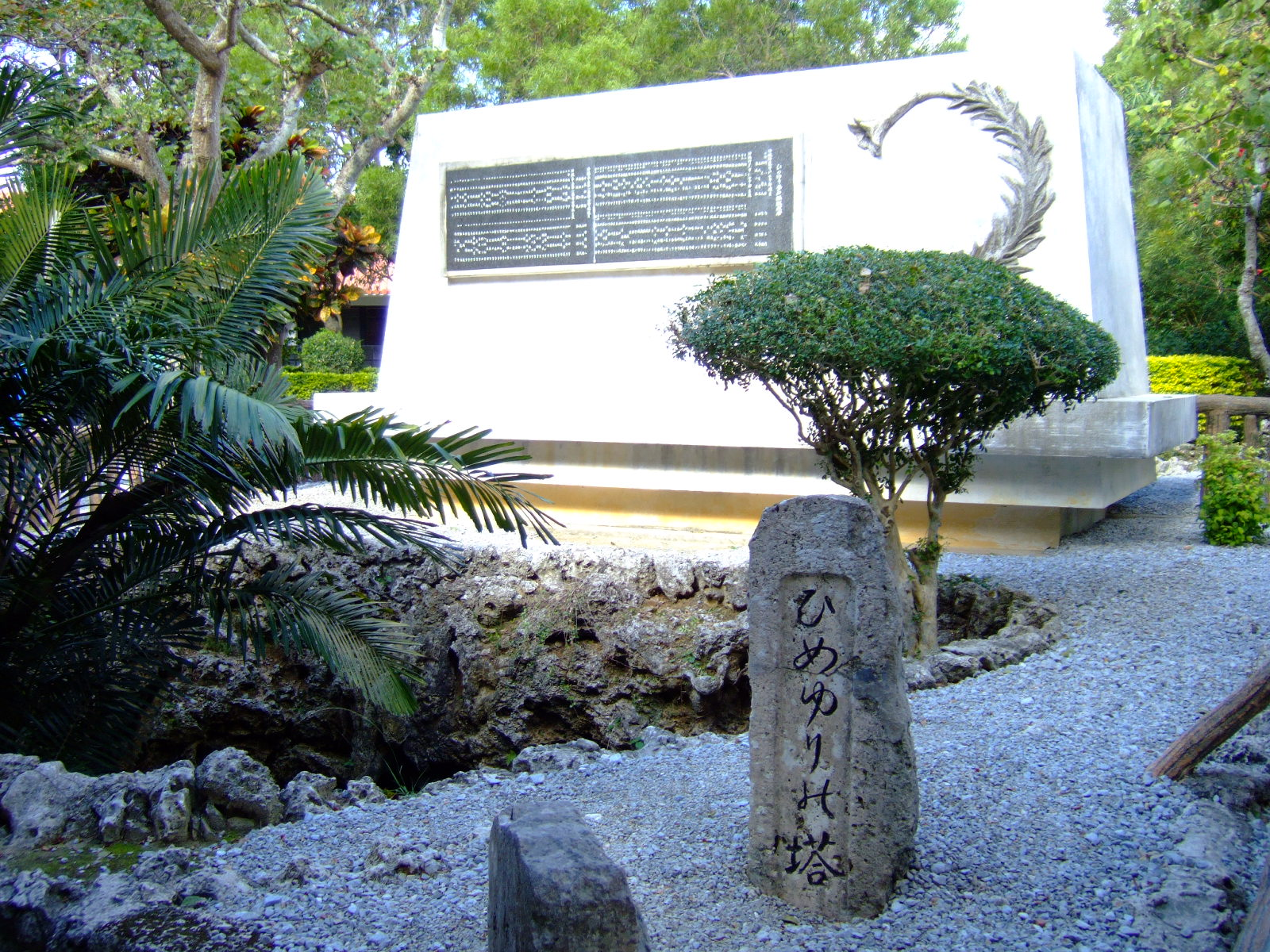
Himeyuri-Mahnmal

Nach dem Krieg wurde am 7. April 1946 in Ihara, Itoman zum Gedenken an die Toten an der Stelle, an der das in einer Höhle eingerichtete 3. Militärlazarett gestanden hatte das Himeyuri-Mahnmal errichtet, das heute Teil des Himeyuri-Friedensmuseums ist.

## Verfilmung
Die erste Verfilmung der Ereignisse mit dem Titel Himeyuri no Tō stammt von Tadashi Imai aus dem Jahr 1953 mit Keiko Tsushima in der Hauptrolle.
2007 kam der gleichnamige Dokumentarfilm: Himeyuri von Shibata Shōhei in die japanischen Kinos. Der Film basiert auf Filmmaterial, das über einen Zeitraum von 13 Jahren aufgenommen wurde. In diesem Film berichten 22 überlebende Schülerinnen von ihren traumatischen Erfahrungen. Der Film wurde zum besten Dokumentarfilm des Jahres 2007 gewählt und mit vielen Auszeichnungen gewürdigt.